# Stanisław Musiał
Stanisław Musiał, né le 1er mai 1938 à Łososina Górna (pl) village proche de Limanowa (Pologne) et mort le 5 mars 2004 à Cracovie, est un prêtre jésuite polonais, philosophe et théologien, particulièrement connu pour son engagement dans le dialogue interreligieux judéo-chrétien. Il était également directeur des éditions jésuites de Cracovie WAM (pl).

## Biographie
Stanisław Musiał est né le 1er mai 1938 à Łososina Górna
De 1950 à 1952 il est élève au petit séminaire de Nowy Sącz. En 1952, il entre au noviciat des Jésuites à Stara Wieś. Il fait ensuite ses études à la Faculté de philosophie et de pédagogie des jésuites de Cracovie (1957-1960) et à la Faculté de théologie Bobolanum de Varsovie (pl) de Varsovie (1960-1964) avant de poursuivre à Rome et à Munich. Il est ordonné prêtre le 5 août 1963.
Au début des années 1970 il travaille pour la section polonaise de Radio Vatican, et y revient en 1977 comme rédacteur. Il collabore régulièrement à partir de 1981 à l'hebdomadaire catholique cracovien Tygodnik Powszechny dont il devient rédacteur en chef adjoint en 1990-1991. En 1989-1990, il dirige les éditions WAM (pl) à Cracovie et est le supérieur de la communauté des jésuites écrivains qui fonctionne auprès d'elle.
Il est membre de la Commission épiscopale polonaise pour le dialogue avec le judaïsme depuis 1986 (c'est-à-dire depuis sa création) et en est le secrétaire de 1986 à 1995. En outre, il fait partie de « UN Watch », une organisation qui travaille avec le Congrès juif mondial. En 1987, il contribue activement à trouver une solution à l'affaire du carmel d'Auschwitz, source des frictions entre juifs et catholiques,.
Il est l'auteur de nombreuses études scientifiques portant principalement sur l'histoire de la Renaissance en France (la philosophie française de la Renaissance a fait l'objet de sa thèse, restée inachevée). Il a écrit des articles pour de nombreux journaux et magazines ou revues comme Tygodnik Powszechny, Gazeta Wyborcza, Midrasz, Poli, Życie Duchowy, etc. Il remporte le prix de journalisme « Grand Press (pl) » (qualifié de Pulitzer polonais) pour son article Czarne jest czarne (1997), dans lequel il appelle la hiérarchie de l’Église à réagir aux déclarations antisémites par certains membres du clergé. Il a également reçu en 2001 le prix Jan Karski et Pola Nirenska (pl), décerné par l'Institut pour la recherche juive pour les personnes qui étudient les relations judéo-polonaises et la contribution des Juifs polonais à la culture polonaise.
EN 2003, il s'élève contre un projet de la Conférence de évêques polonais de limiter le liberté de parole des membres du clergé.
Wydawnictwo Literackie a publié deux de ses livres Czarne jest czarne (Noir, c'est noir) et Dwanaście koszy ułomków (Douze paniers de pain) (distingué en octobre 2002 par le Prix du livre du mois à Cracovie), des recueils d'articles publiés antérieurement. Il a été membre du jury du Prix Nike.
Wydawnictwo Literackie a publié après sa mort Notatnik ks. Stanisława Musiała (Bloc-notes du Père Stanislaw Musial) et Jezuita w wytartym swetrze (Le Jésuite avec un pull élimé) (2009), et WAM (pl) Listy ks. Stanisława Musiała do Rodziny (Lettres du père Stanislaw Musial à sa famille) (2010).
Son nom a été donné à un prix annuel récompensant les acteurs du dialogue judéo-chrétien et judéo-polonais.
Il meurt le 5 mars 2004 à Varsovie. Conformément à son souhait, deux rabbins venus de Jérusalem récitent la prière pour les défunts lors de ses obsèques. Il est enterré au cimetière Rakowicki à Cracovie.
A l'initiative de la communauté juive de la ville, une plaque à sa mémoire est apposée au cimetière juif de Cracovie.

## Publications
- (pl) Dwanaście koszy ułomków, Cracovie, Wydawnictwo Literackie, 2002,  (ISBN 83-08-03259-1)

- (pl) Czarne jest czarne, Cracovie, Wydawnictwo Literackie, 2003,  (ISBN 83-08-03408-X)

- (pl) Witold Bereś, Krzysztof Burnetko, Stanisław Musiał, Duchowny niepokorny: Rozmowy z księdzem Stanisławem Musiałem, Varsovie, Wydawnictwo Świat Książki, 2006,  (ISBN 83-247-0082-X)
- Jedwabne: Un nouveau nom pour l’Holocauste, Project Syndicate, 5 juillet 2001 Lire en ligne
- Gdansk, nouvelle capitale de l'antisémitisme, Courrier International, 22 mars 2005 (d'après un article paru dans Tygodnik Powszechny) Lire en ligne